# Dragan Velikić
Dragan Velikić cyr. Драган Великић (ur. 1953 w Belgradzie) – serbski pisarz, dziennikarz i eseista.
Jest autorem zbiorów opowiadań, powieści, a także zbiorów eseistycznych. Pracował w Radiu B'92, jego artykuły ukazywały się m.in. w prasie niemieckiej. Od 2005 jest ambasadorem w Wiedniu, najpierw Serbii i Czarnogóry, następnie Serbii. W Polsce ukazała się jego powieść Casus Brema. Jej akcja rozgrywa się w Belgradzie na przestrzeni ponad 50 lat, obejmując wydarzenia zarówno II wojny światowej jak i pierwszych miesięcy wojny domowej. Ukończył studia na Wydziale Filologicznym Uniwersytetu Belgradzkiego. W roku 2017 podpisał Deklarację o wspólnym języku Chorwatów, Serbów, Boszniaków i Czarnogórców.